# Mu Online
MU Online – izometryczna gra MMORPG, wydana w lutym 2001 roku na komputery osobiste przez koreańską firmę Webzen. Pierwszy globalny serwer wystartował 6 października 2003 roku. Historia gry rozgrywa się w prehistorycznym świecie, opisanym w twórczości literackiej Jamesa Churchwarda o krainie Mu.
W 2006 roku globalny serwer i prawa do dystrybucji gry na rynek zachodni wykupiła od firmy Webzen firma K2 Network. Po przejęciu serwera przez K2 wprowadzono wiele zmian w rozgrywce, najczęściej ułatwiających start, by zachęcić więcej nowych graczy. W maju 2009 roku K2 Network zakończyło współpracę z Webzen. Oryginalny wydawca aktualizuje zawartość do dziś. 
W trakcie wyłączenia serwerów gry na czas transferu danych z firmy K2 wprowadzono Season 4. Aktualizacja zawierała istotne zmiany w grze i samym interfejsie, dodano nową klasę oraz mapy. 

## Przebieg gry
Rozgrywka polega na rozwijaniu umiejętności wybranej przez siebie postaci, dzięki walce z potworami i zdobywaniu kolejnych poziomów. Za każdy poziom, gracz uzyskuje od 5 do 7 punktów zależnie od klasy postaci. Po wykonaniu jednego z zadań specjalnych postać otrzymuje 25 punktów do dyspozycji. Punkty przydzielić można do konkretnych cech postaci: siła, zręczność, żywotność, energię, oraz – dostępną tylko dla klasy Dark Lorda – umiejętność dowodzenia.
Głównym zadaniem gracza jest zabijanie potworów, handlowanie z innymi graczami, znajdowanie nowych rodzajów zbroi, oręża lub przedmiotów, dzięki którym może rozwinąć swojego bohatera. Większości przedmiotów używać mogą jedynie konkretne klasy, wpływa to na istotną mechanikę gry, jaką jest handel między innymi graczami.

## Prywatne serwery
MU Online posiada serwery stworzone przez społeczność gry. Obowiązują tam różne zasady i nowe opcje, których nie ma na oficjalnej wersji gry.  Na większości prywatnych serwerów po osiągnięciu maksymalnego poziomu można przywrócić postać do początkowego poziomu, który w zależności od opcji serwera może cofać statystyki postaci. Po powrocie do początku bohater rozpoczyna przygodę od nowa, ale ze statystykami umiejętności, które udało mu się osiągnąć przed wykonaniem wyzerowania rozgrywki.

## Drużyny
Gracze mają możliwość łączenia się w drużyny. Takie rozwiązanie pozwala korzystać z nowych benefitów oraz nakłada na graczy różne rodzaje ograniczeń:
- Drużynowa rozgrywka pozwala zdobyć lepsze przedmioty dzięki możliwości walki z bardziej wymagającymi przeciwnikami.
- W oknie drużyny sprawdzić można ilość pozostałych punktów życia jej członków oraz ich położenie na mapie.
- Punkty doświadczenia w drużynie rozkładają się inaczej niż podczas samodzielnej walki. Im więcej różnych klas postaci w drużynie, tym więcej doświadczenia dostają jej członkowie. Z potworów częściej wypadają również lepsze przedmioty.
- Można być członkiem tylko jednej drużyny naraz.
- Jedynie założyciel drużyny może ją rozwiązać.

## Gildie
Gildie to klany zakładane przez graczy. Może ją założyć jedynie postać powyżej setnego poziomu doświadczenia, jednak do klanu dołączyć mogą inni gracze bez żadnych ograniczeń. Gildie ułatwiają komunikację i handel pomiędzy graczami.
Gildie mogą utrzymywać między sobą stosunki dyplomatyczne, które nadają założyciele klanów. Poszczególne gildie mogą zakładać między sobą sojusze, aby w ten sposób stawały się silniejsze. Gra umożliwia prowadzenie wojny między konkretnymi klanami.
Na niektórych serwerach prowadzone są rankingi gildii, gdzie grupy walczą o zdobycie jak największej ilości zwycięstw.